# بالگردگاه ایتککرتورمییت
بالگردگاه ایتککرتورمییت (به انگلیسی: Ittoqqortoormiit Heliport) یک فرودگاه همگانی با کد یاتا OBY است. این فرودگاه در کشور گرینلند قرار دارد .